# Ideal ireductibil
În matematică, despre un ideal propriu al unui inel comutativ se spune că este ireductibil dacă nu poate fi scris ca intersecția a două ideale strict mai mari.

## Exemple
- Orice ideal prim este ireductibil.[2] Fie {\displaystyle J} și {\displaystyle K} ideale ale un inel comutativ {\displaystyle R}, fără ca niciunul să fie conținut în celălalt. Atunci există {\displaystyle a\in J\setminus K} și {\displaystyle b\in K\setminus J}, unde niciunul nu este în {\displaystyle J\cap K} dar produsul este. Acest lucru demonstrează că un ideal reductibil nu este prim. Un exemplu concret în acest sens sunt idealele {\displaystyle 2\mathbb {Z} } și {\displaystyle 3\mathbb {Z} } conținute în {\displaystyle \mathbb {Z} }. Intersecția este {\displaystyle 6\mathbb {Z} }, iar {\displaystyle 6\mathbb {Z} } nu este un ideal prim.
- Orice ideal ireductibil al unui inel noetherian⁠(d) este un ideal primar,[1] și, în consecință, pentru inelele noetheriene o descompunere ireductibilă este o descompunere primară⁠(d).[3]
- Orice ideal primar al unui domeniu cu ideale principale⁠(d) este un ideal ireductibil.

## Proprietăți
Un element al unui domeniu de integritate este prim dacă și numai dacă idealul generat de acesta este un ideal prim nenul. Acest lucru nu este valabil pentru idealele ireductibile; un ideal ireductibil poate fi generat de un element care nu este un element ireductibil, așa cum este cazul în {\displaystyle \mathbb {Z} } pentru idealul {\displaystyle 4\mathbb {Z} }, deoarece nu este intersecția a două ideale strict mai mari.
Un ideal I al unui inel R poate fi ireductibil numai dacă mulțimea algebrică⁠(d) pe care o definește este ireductibilă⁠(d) (adică orice submulțime deschisă este densă) pentru topologia Zariski⁠(d), sau echivalent dacă spațiul închis al spectrului inelului⁠(d) spec R format din idealele prime care îl conțin pe I este ireductibil în topologia spectrului. Reciproca nu este valabilă; de exemplu, idealul de polinoame în două variabile fără termeni de ordinul întâi și al doilea nu este ireductibil.
Dacă k este un corp algebric închis, alegerea radicalului unui ideal ireductibil al unui inel de polinoame peste k este exact la fel cu alegerea unei scufundări⁠(d) a unei varietăți afine⁠(d) în spațiul afin al geometriei algebrice.